# Aringsås socken
Aringsås socken i Småland ingick i Allbo härad i Värend, ombildades 1945 till Alvesta köping och området ingår sedan 1971 i Alvesta kommun och motsvarar från 2016 Alvesta distrikt i Kronobergs län.
Socknens areal är 48,97 kvadratkilometer, varav land 42,17. År 2000 fanns här 8 067 invånare. Tätorten Alvesta med sockenkyrkan Alvesta kyrka ligger i socknen. 

## Administrativ historik
Aringsås socken har medeltida ursprung. 
Vid kommunreformen 1862 övergick socknens ansvar för de kyrkliga frågorna till Aringsås församling och för de borgerliga frågorna till Aringsås landskommun.  15 april 1894 inrättades i landskommunen Alvesta municipalsamhälle, vilket 1930 omfattade 48 hektar och hade 1 206 invånare. Landskommunen och municipalsamhället ombildades 1945 till Alvesta köping. Samtidigt bytte församlingen namn till Alvesta församling. Köpingen uppgick 1971 i Alvesta kommun.
1 januari 2016 inrättades distriktet Alvesta, med samma omfattning som församlingen hade 1999/2000.
Socknen har tillhört samma fögderier och domsagor som Allbo härad. De indelta soldaterna tillhörde Kronobergs regemente, Skatelövs kompani, Smålands grenadjärkår, Sunnerbo kompani.

## Geografi
Aringsås socken ligger vid norra änden av sjön Salen. Den är huvudsakligen slättbygd. Den ursprungliga kyrkbyn Aringsås låg nordöst om Salen medan det ursprungliga Alvesta låg nordväst om sjön. Järnvägsstationen fick namnet Alvesta och orterna växte därefter ihop.

## Fornminnen
Några hällkistor från stenåldern, flera gravrösen från bronsåldern och några järnåldersgravfält finns här. Två runristningar finns i kyrkogårdsparken.

## Namnet
Namnet (1410 Ariisaas), taget från den tidigare kyrkbyn vid Aringsåsen, som troligen betyder åmynningen (ar) vid åsen.

### Fotnoter
1. 1 2 3  Svensk Uppslagsbok Alvesta köping, Aringsås socken
2. 1 2  Harlén, Hans; Harlén Eivy (2003). Sverige från A till Ö: geografisk-historisk uppslagsbok. Stockholm: Kommentus. Libris 9337075. ISBN 91-7345-139-8
3. 1 2 3  Sjögren, Otto (1931). Sverige geografisk beskrivning del 2 Östergötlands, Jönköpings, Kronobergs, Kalmar och Gotlands län. Stockholm: Wahlström & Widstrand. Libris 9939
4. ↑  Administrativ historik för Alvesta socken (Klicka på församlingsposten). Källa: Nationella arkivdatabasen, Riksarkivet.
5. 1 2 3  Nationalencyklopedin
6. ↑  Fornlämningar, Statens historiska museum: Aringsås socken
7. ↑  Fornminnesregistret, Riksantikvarieämbetet: Aringsås socken Fornminnen i socknen erhålls på kartan genom att skriva in sockennamn (utan "socken") i "Ange geografiskt område"